# Chapelle de Filippo Strozzi
La chapelle de Filippo Strozzi (Cappella di Filippo Strozzi) est une chapelle du transept droit de la  basilique Santa Maria Novella à Florence. Située à côté de la chapelle centrale, elle comporte un cycle de fresques réalisées par Filippino Lippi entre 1487 et 1502.

## Histoire
La décoration de la chapelle est commandée par Philippe Strozzi l'Ancien en 1486, vingt ans après son retour d'exil à Naples, alors que commence un vaste programme de réhabilitation de son nom et de sa famille qui implique également la construction du célèbre palais Strozzi. Cette année-là, le banquier rachète aux Boni le patronage de la chapelle déjà dédiée à saint Jean l'Évangéliste. Le 21 avril 1487, un contrat est signé avec le peintre Filippino Lippi, l'un des artistes les plus avant-gardistes de la scène florentine de l'époque, qui commence immédiatement le programme pictural, moyennant une rémunération convenue de 350 florins d'or. Filippo Strozzi commande en même temps à Benedetto da Maiano, le sarcophage où il sera inhumé. Le client décède en 1491, sans avoir protesté contre le retard des travaux qui auraient dû être conclus par contrat vers 1490. Les héritiers laissent l'artiste travailler sans problème de temps. Les travaux se terminent en 1502, quinze ans après la signature du contrat. Alfonso Strozzi, fils de Filippo, a effectué la plupart des paiements à l'artiste en 1494-1498. Il est l'un des adversaires les plus actifs de Jérôme Savonarole ; le moine dans ses sermons s'en prend à ceux qui font ériger des monuments funéraires particulièrement somptueux et la chapelle Strozzi est en ce sens l'une des plus marquantes du moment.
Les travaux subissent une interruption due au séjour de l'artiste à Rome durant lequel il peint à fresque la chapelle Carafa dans la basilique de la Minerve (1488-1493), avant de revenir à Florence et travailler intensément entre 1494 et 1495, puis plus lentement entre 1497 et la conclusion des travaux. Les fresques ont suivi probablement le schéma classique des œuvres de ce genre : en partant des segments de la voûte, suivis dans les lunettes, dans le mur central puis, certainement après le séjour romain, les deux scènes de Miracles du registre médian, avec pour finir, la scène de  La Résurrection de Drusiana, où se trouve la date 1502. 
La présence d'une somptueuse architecture « archéologique » suggère l'influence des monuments romains liée au séjour de l'artiste dans la Ville Éternelle. Le style marque la maturité de ce dernier et le détachement définitif des manières de Sandro Botticelli : pour leur opulence, leur fantaisie et leur souci du détail, ces fresques sont indiquées comme l'un des plus anciens témoignages de la maturation d'un goût maniériste à Florence. Les vitraux, conçus par Filippino lui-même, n'ont été installés qu'après la mort du client, entre juin et juillet 1503.

## Description et style
Le thème du cycle est la représentation des Récits de la vie des saints Philippe et Jean l'Évangéliste : le premier est lié au nom du commanditaire, le second est le saint patron de la chapelle. Les deux murs montrent, à la demande explicite du client dans le contrat, une résurrection miraculeuse en bas et une scène de martyre en haut. 
La Vie de saint  Philippe, le saint patron, occupe le mur droit, et la Vie de saint Jean l’évangéliste, le mur gauche.

### Voûte

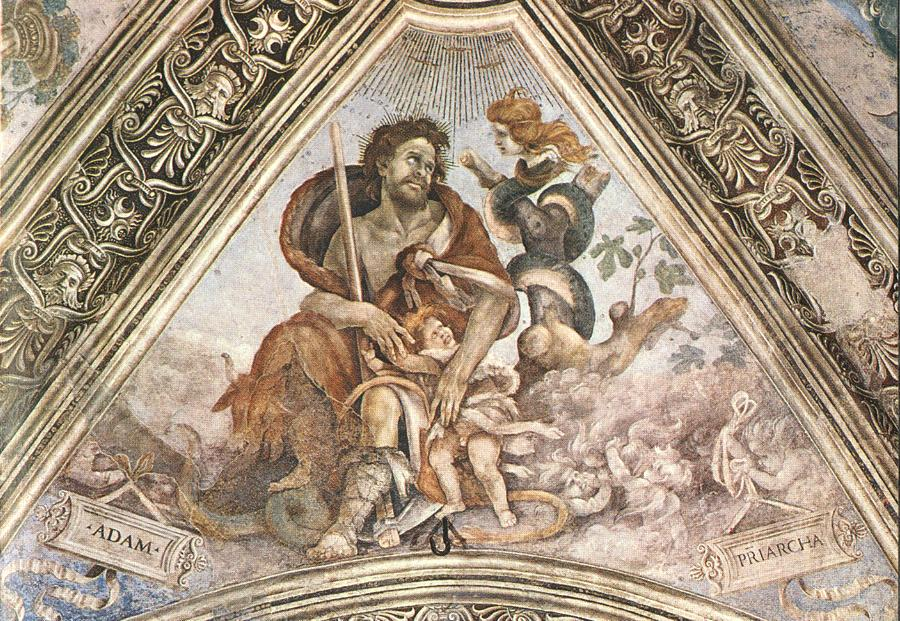
Filippino Lippi, Adam.

Quatre patriarches de l'Ancien Testament figurent sur la voûte : Adam, représenté, dans une iconographie très originale, avec son fils Seth et Lilith avec le corps d'un serpent enroulé autour de l'arbre de la connaissance du bien et du mal, Noé, avec la corne d'abondance, la colombe et l'olivier, Abraham, avec le couteau du sacrifice d'Isaac, et Jacob, qui se penche sur un livre soutenu par des anges où l'on peut lire l'inscription HEC EST DOMUS DEI ET PORTA COELI (« ceci est la maison de Dieu et la porte du ciel »). Chacun d'eux se dresse sur un nuage soutenu par des chérubins monochromes, qui portent également un insigne avec les noms des patriarches en lettres capitales romaines. 
Noé, en particulier, montre une citation dans une pose qui ressemble à celle d'une divinité fluviale, comme les statues du Nil et du Tibre avec la corne d'abondance, qui au XVe siècle étaient situées à Montecavallo (la colline du Quirinal) et sont aujourd'hui sur la place du Capitole (Rome). La figure d'Adam est très originale, qui apparaît avec un seul de ses fils, peut-être Seth, qui se réfugie dans les bras de son père effrayé par la vue du serpent. 
Les voiles sont divisées par des nervures aux décors monochromes représentant des volutes entrelacées où alternent masques, palmettes et croissants, composants héraldique de la famille Strozzi. 

### Histoires de la vie de saint Philippe
Le mur de droite est occupé par les Histoires de saint Philippe : en bas Saint Philippe chasse le dragon du temple de Hiérapolis et sur la lunette  Le Crucifiement de saint Philippe.

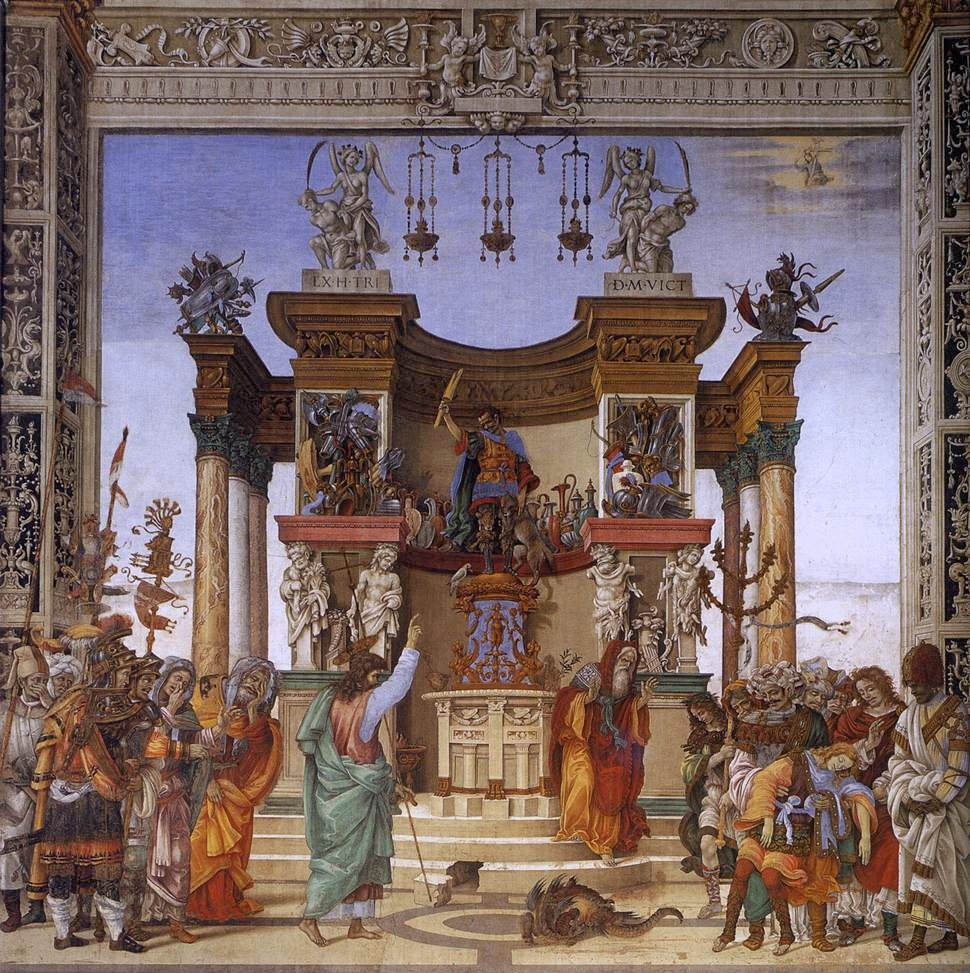
Saint Philippe chasse le dragon du temple de Hiérapolis.

Le miracle, tiré de La Légende dorée, relate l'épisode lors duquel saint Philippe, étant en Scythie, est contraint par les païens de faire un sacrifice au temple de Mars, dont la statue est bien visible au centre de la fresque, à côté des animaux symboliques du pic vert et du loup sacré. Mais tandis que le prêtre prépare le feu pour le sacrifice, un dragon pestilentiel émerge du socle de la statue et tue le fils du prêtre de son souffle mortel. Le trou dans la marche a été salué par Vasari qui raconte l'anecdote selon laquelle un jeune assistant de Filippino l'a pris pour un vrai, essayant d'y cacher un objet. Le saint, représenté au premier plan, chasse le démon païen et ressuscite le jeune homme par un geste de bénédiction. Au-dessus, sur le haut de l'hémicycle de l'autel qui encadre la statue de Mars, sous des statues d'anges qui soumettent deux prisonniers, figure l'inscription EX H [OC] TRI [UMPHO] D [EO] M [AXIMO] VICT [ ORIA] (« de ce triomphe victoire maximum à Dieu »), une célébration de la victoire du christianisme sur les païens. La forme de l'autel, qui ressemble à un véritable temple dans sa somptuosité, a été reprise d'un autel conservé dans les musées du Vatican. Mars n'est une effigie inanimée : il semble vivant, lançant des éclairs (même s'ils seraient un attribut exclusif de Jupiter) au mépris du saint chrétien, tout en caressant le loup (avec le manteau rendu d’une manière très douce) et possède à côté un pic vert, ses animaux sacrés. Les quatre hermès au-dessous de lui ont également un aspect très humain, supportant une corniche où sont placées des poteries et des vases colorés, ainsi que deux trophées d'armes, inspirés des reliefs de la base de la colonne Trajane. 
L'africain à l'extrême droite, exotiquement vêtu d'une ouchanka, est probablement l'esclave de Philippe à qui le banquier a donné sa liberté avant de mourir. Le personnage à sa gauche a parfois été proposé comme un autoportrait de Filippino. Un Oriental portant un turban est également visible, peut-être une figure qui a frappé l'imagination de Filippino lors de son voyage à Venise en 1489. Parmi les personnages l'un tient à la main un grand candélabre à cinq branches, probablement une citation de la menorah qu'il a copiée sur les reliefs de l'arc de Titus. 
Le thème est de toute évidence le choc entre la culture chrétienne et le paganisme, d'une actualité brûlante pour l'époque, qui est celle du « gouvernement » théocratique de Savonarole, comme le message clair du monstre évoqué par saint Philippe depuis le temple de Mars, symbole du diable, qui tue le fils du prêtre avec son haleine empoisonnée, avertissant tout le monde contre les dangers de la religion païenne. Selon la Légende dorée, en effet, saint Philippe avait été fait prisonnier par les païens de Scythie, et emmené au temple pour le forcer à sacrifier au dieu païen. Dans le ciel à droite apparaît alors le Christ avec la Croix. 

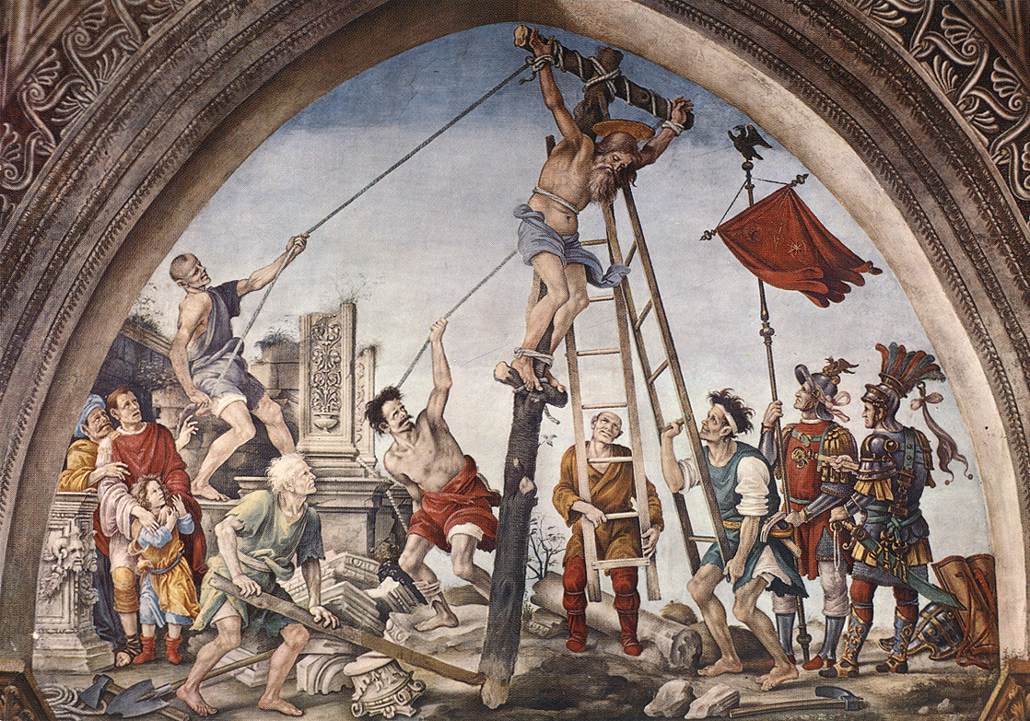
Crucifiement de saint Philippe.

Filippino a inséré ses personnages dans des décors qui recréent le monde antique dans les moindres détails mais les a surchargés de décors grotesques, résultat de son séjour à Rome, afin de créer un décor « animé », mystérieux, fantastique et inquiétant, atteignant l'irréalité d'un cauchemar. Le somptueux autel du temple d'Hiérapolis, par exemple, est constitué d'une accumulation de trophées, d'atlantes et de sphinx. 
Une riche décoration court dans la bande entre cette scène et celle supérieure, avec deux putti au centre tenant une torche allumée à la main et la véronique, sur laquelle se trouvent le calice et la patène qui font allusion à la mort du Christ. 
La lunette au-dessus représente le Martyre de saint Philippe, crucifié après sa capture à Hiérapolis, parmi les ruines du temple qu'il avait détruit. Parmi les passants du groupe de gauche se trouvent les portraits du client et de son fils. 
Dans ces scènes, comme dans les suivantes, les équilibres sont délibérément rompus, les couleurs discordantes, les scènes surpeuplées, les expressions chargées, les figures et les architectures ambiguës, le tout pour créer un ensemble anticlassique par excellence. Dans les scènes du martyre, l'artiste a placé des bourreaux féroces déformés par des grimaces, qui combattent les saints.  

### Histoires de saint Jean l'Evangéliste

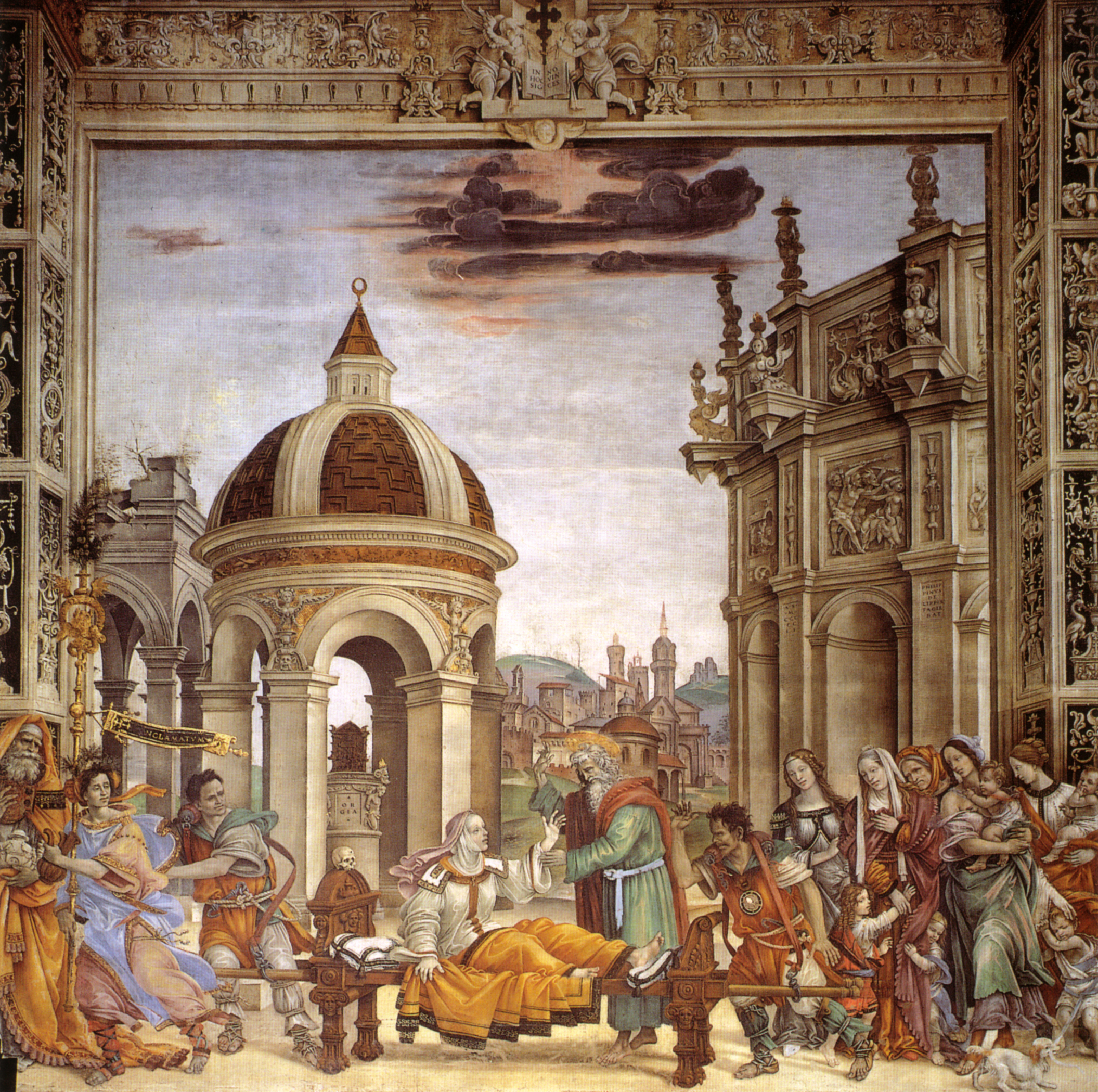
Résurrection de Drusiana.

A gauche se trouvent les Histoires de saint Jean l'Evangéliste : en bas Saint Jean ressuscite Drusiana et en haut le Martyre de saint Jean.
La scène de la Résurrection de Drusiana est aussi tirée de La Légende dorée et montre saint Jean qui, de retour à Éphèse après la mort de Domitien, assiste par hasard aux funérailles de la dévote Drusiana, qui, bien qu’elle eût manifesté à sa famille le désir de le connaître, attendant longtemps dans l’espoir de le voir, avait expiré ce jour-là. Filippino choisit de représenter le moment où Jean d'un geste ressuscite la femme, dans la panique générale devant l'événement prodigieux. Dans le bâtiment de droite, sur les piliers, la date AS MCCCCII (1502) et la signature PHILIPPINUS DE LIPPIS FACIEBAT sont lisibles. Un autel avec l'inscription ORGIA, une allusion aux rites païens, se trouve entre les colonnes du temple circulaire. Dans le groupe de femmes de droite, certains ont proposé d'identifier Selvaggia Gianfigliazzi, la veuve de Filippo Strozzi, parmi ses filles Alessandra, Lucrezia et Caterina.
Dans la bande décorative haute de la scène, deux putti au centre soutiennent un livre ouvert avec l'inscription in hoc signo vinces, liée à la victoire de Constantin Ier (empereur romain) à la bataille du pont Milvius à travers la vision de la Vraie Croix.
La lunette au-dessus montre Le Supplice de saint Jean l'évangéliste. Sur la gauche, l'empereur ordonne le supplice, avec un geste similaire à celui utilisé par Filippino dans la chapelle Brancacci pour la scène de la Dispute avec Simon Magus et crucifiement de Pierre, tandis que Jean est au centre immergé dans le chaudron plein d'huile bouillante, d'où il sortira miraculeusement indemne. Le drame est presque exclu de la scène, sous la signe de l'endurance sereine du saint, avec quelques détails fascinants, comme le bourreau qui s'abrite de la fumée et de la chaleur derrière le bouclier d'un soldat tout en essayant d'attiser le feu. On y trouve de nombreuses citations de l'antique, comme les faisceaux de licteurs, les trophées, la colonne honorifique, la bannière avec l'inscription SPQR.

### Mur du fond

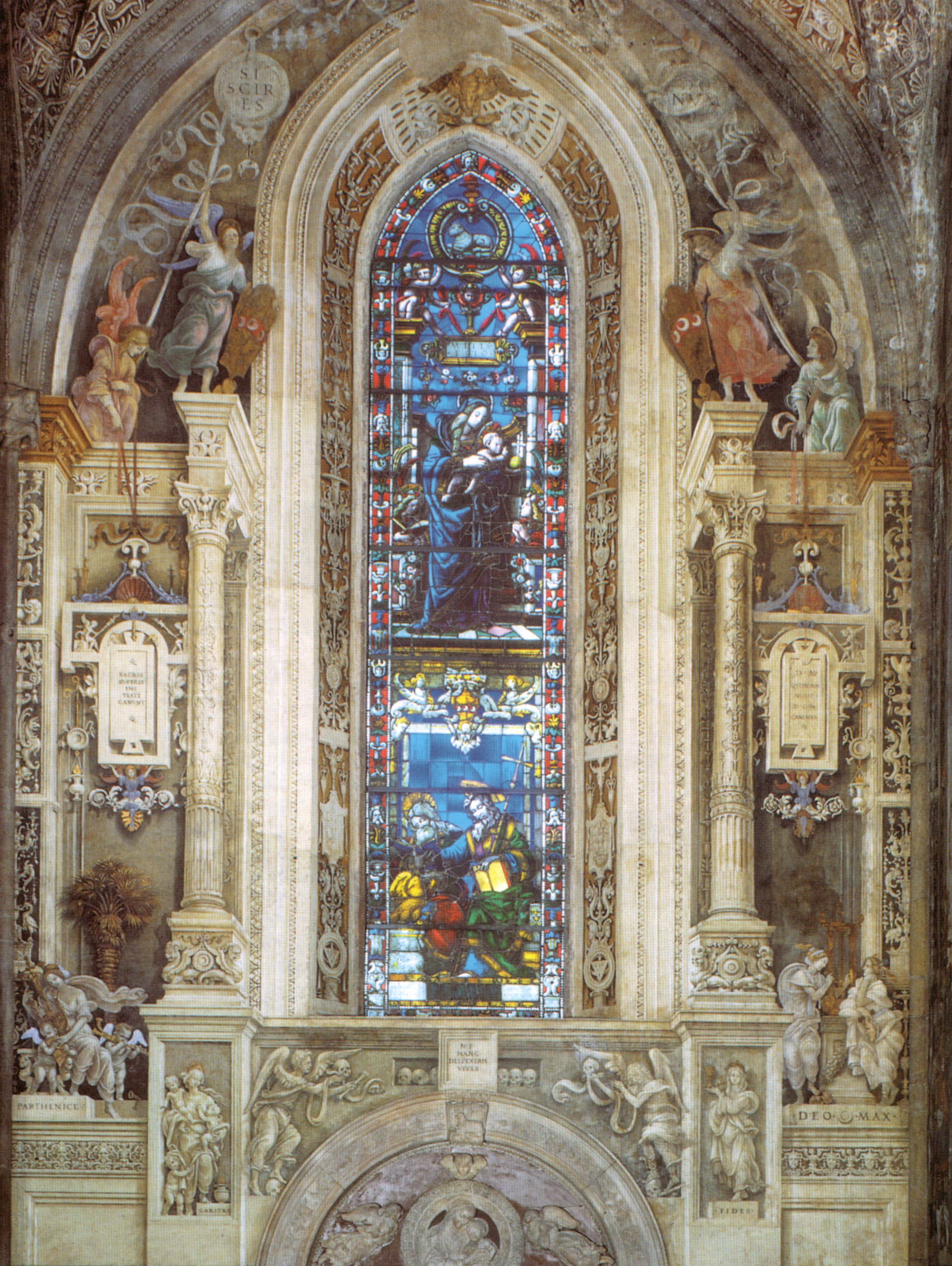
Mur du fond.

Le mur du fond a été conçu par Filippino comme le pivot de la décoration picturale, reproduisant une somptueuse architecture illusionniste en dichromie, avec quelques figures de contour polychromes. Le choix de l'effet grisaille accentue le caractère trompe-l'œil et crée des jeux raffinés avec le sépulcre en pierre sombre de Benedetto da Majano, comme si le mur était une continuation fictive du tombeau sculpté ; il met également en valeur les fresques murales par contraste. L'appareil scénographique, tiré des exemples antiques qu'il avait eu l'occasion de voir à Rome, est grandiose, mais tellement profondément retravaillé qu'il paraît irréel et anti-classique.
En partant de l'arcosolium, deux anges peints tiennent un crâne dans leurs mains et un autre sous un pied, et font face à une table sculptée devant un faux compartiment avec d'autres crânes, où figure l'inscription NI HANC DESPEXERIS VIVES (« si tu ne méprises pas ceci - le crâne - tu vivras »). À côté des anges se dressent deux hautes colonnes richement décorées, sur les semelles desquelles se trouvent les personnifications de la Charité (à gauche), allaitant trois enfants et avec le feu, son emblème, et de la Foi (à droite), avec un crucifix, un ciboire et une hostie près d'elle.
Un peu plus haut, sur les côtés des colonnes, se trouvent deux autres groupes allégoriques :
- à gauche Parthénice, la muse païenne qui habitait le mont Parthénion, jouant de la lyre avec deux amours à l'ombre d'un palmier, symbole chrétien du triomphe sur le monde antique ; dans le cartouche supérieur figure l'inscription SACRIS SUPERIS INITIATI CANUNT (« les initiés chantent aux dieux célestes »), référence par le siracide à la connaissance païenne ; à proximité se trouvent deux anges à l'allure plutôt païenne jouant d'une flûte de Pan et d'une flûte que Filippino a copié d'un sarcophage romain des Muses, peut-être celui de la collection Giustiniani aujourd'hui au musée d'Histoire de l'art de Vienne.
- à droite les « Muses Chrétiennes », avec l'inscription « Deo Max [imo] », qui s'appuient contre un autel pour jouer d'une lyre très haute avec un plectre en os ; le cartouche suspendu porte l'inscription D [EO] M [AXIMO] QUONDAM NUHC (nunc) CANIMUS (« en ce moment nous te chantons, ô Dieu suprême »). La muse de gauche marche sur un masque, symbole des illusions terrestres qui se terminent par la mort, tandis que celle de droite en tient un à la main, symbole de l'âme du défunt qui enlève son masque terrestre en prévision de la résurrection.

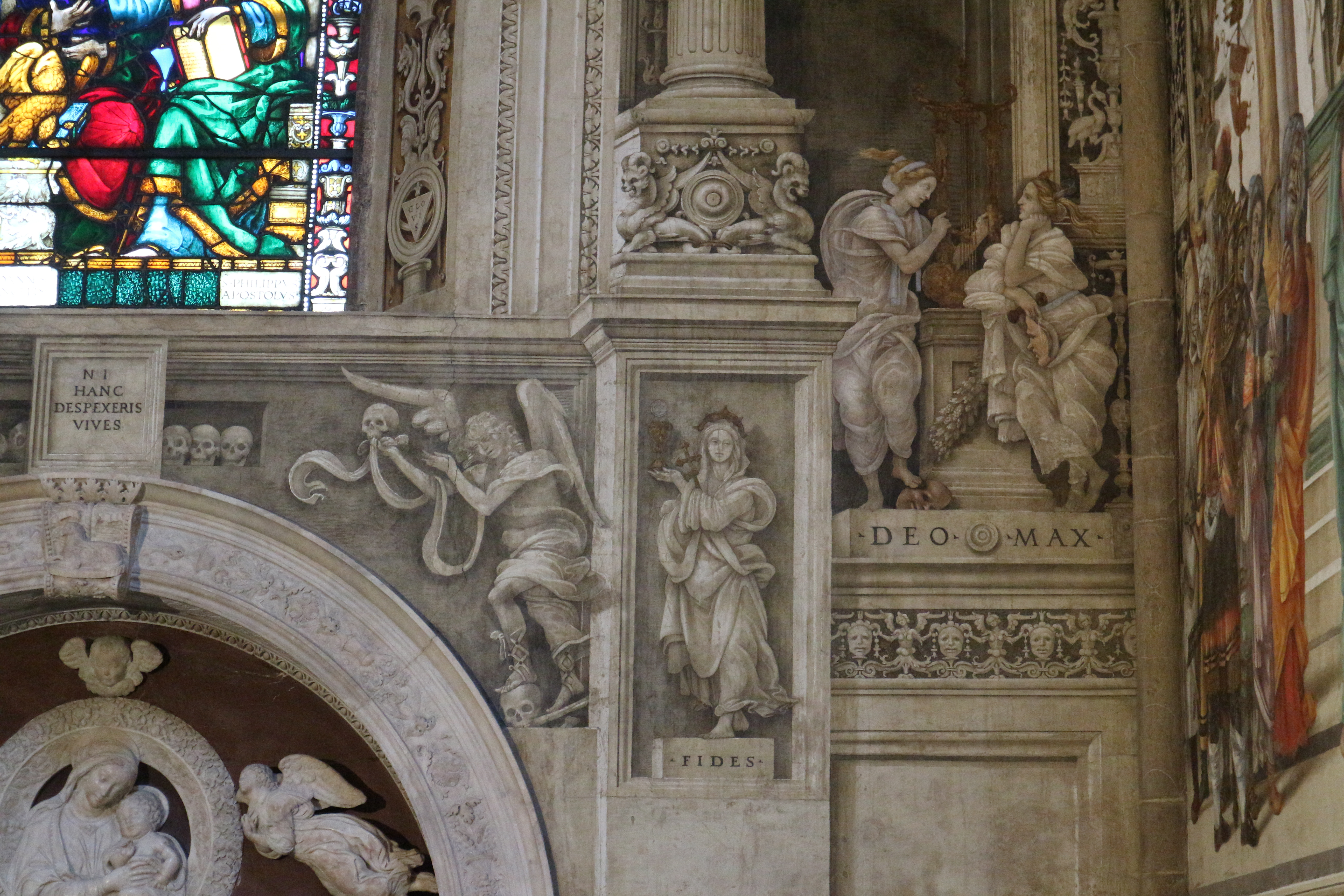
Détail des Muses.

Cette allégorie complexe renvoie donc essentiellement au contraste des deux types de sagesse, païenne et chrétienne, qui font la médiation entre la terre et le ciel permettant le Salut. Le même vol ascendant des éléments architecturaux symbolise l'ascension de l'âme vers le ciel. Les Muses figuraient aussi souvent sur les sarcophages antiques comme symboles d'immortalité, selon une idée dont le christianisme a hérité au moins en partie.
Le vitrail a été conçu par le même artiste en 1497 et placé en 1503. La Vierge à l'Enfant et deux anges sont représentés au-dessus, sous lesquels, sur une bande aux armoiries de Strozzi, se trouvent les deux saints titulaires de la chapelle, Philippe et Jean l'Évangéliste. La figure de l'Enfant bénissant saint Philippe démontre l'importance du saint dans le cycle décoratif en tant que protecteur du commanditaire. Au-dessus se trouve la figure de l'Agneau accroupi, l'un des emblèmes de Filippo Strozzi, avec la devise MITIS ESTO (« sois doux »). Le cadre de la fenêtre, filtre entre lumière naturelle et lumière « divine », est étroitement lié aux fausses architectures qui l'entourent, parmi lesquelles elle apparaît comme le fornix d'un arc de triomphe. De riches candélabres entrecoupés d'écussons triangulaires inscrits dans des cercles courent dans les ébrasements de la fenêtre, qui portent le mot GLO/VI/S, qu'il faut lire comme « SI VOLG [E] », faisant allusion à la chance variable, comme dans la vie du commanditaire, mais aussi à la transformation de la mort physique en vie éternelle.
Dans la partie supérieure du mur, au-delà de l'entablement peint, deux paires d'anges colorés, dans les positions symétriques de génuflexion et de victoire, symbolisent le Triomphe de la Renommée, avec les boucliers des Strozzi, victorieux le jour du jugement, thème humaniste dérivé de Pétrarque (que Filippo Strozzi possédait dans un précieux document de Poggio Bracciolini finement enluminé), c'est-à-dire de la Renommée surmontant la Mort. Enfin, au-dessus des anges triomphants, deux clypei portent l'inscription SI SCIRES / DONUME DEI, qui fait allusion à « l'eau de la vie » comme gage d'immortalité, promise par Jésus à Photine la Samaritaine rencontrée au puits de Jacob (Jean 4, 10). Figurent également les trois emblèmes de Filippo Strozzi : le susdit agneau accroupi dans la partie supérieure de la fenêtre, le faucon dans l'ébrasement avec la devise EXPECTO (« je t'attends »), évoquant la patiente victoire sur l'adversité, et le faucon en vol, symbole héraldique de l'apothéose du client.

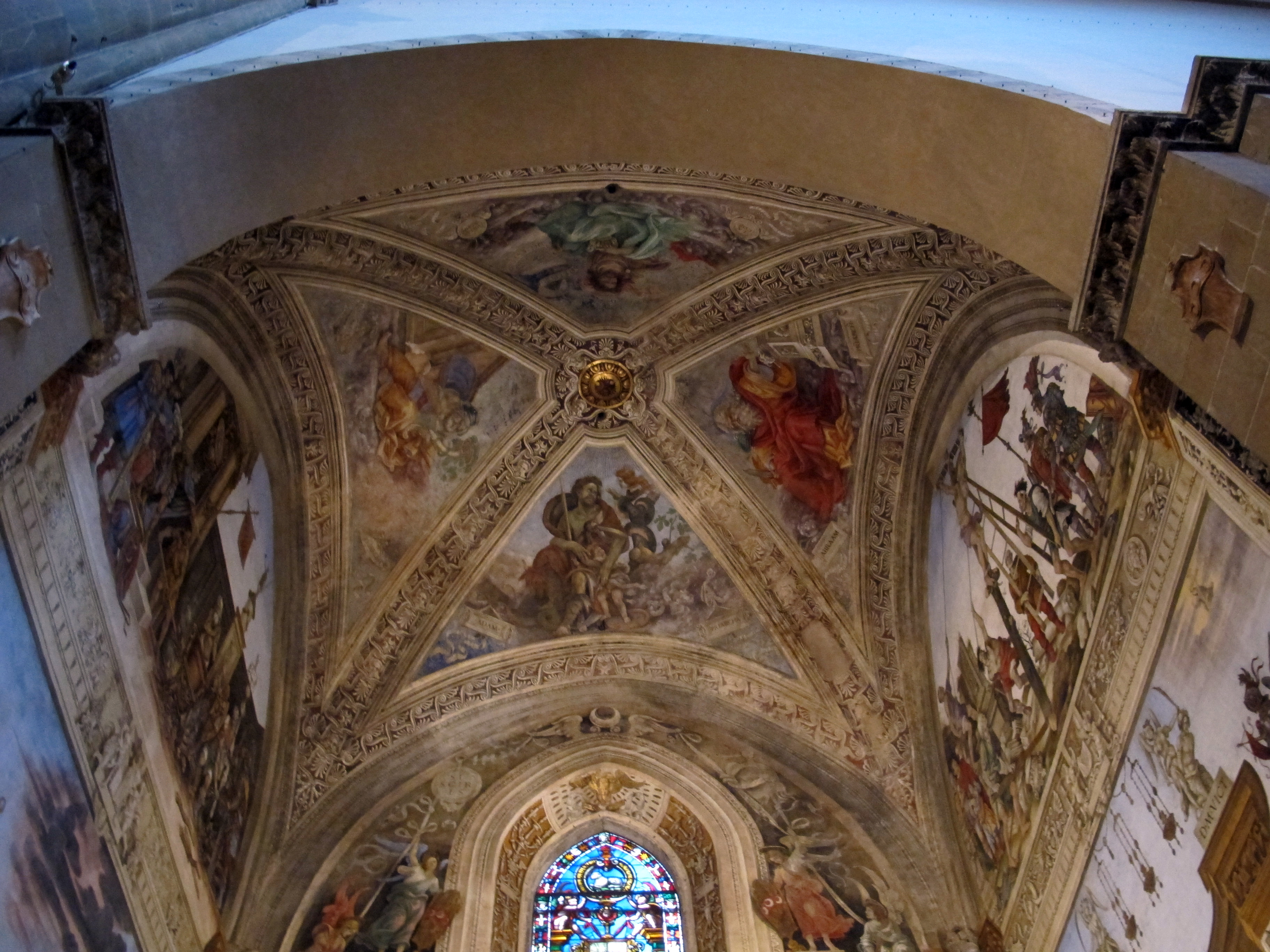
Voûte de la Chapelle Strozzi.
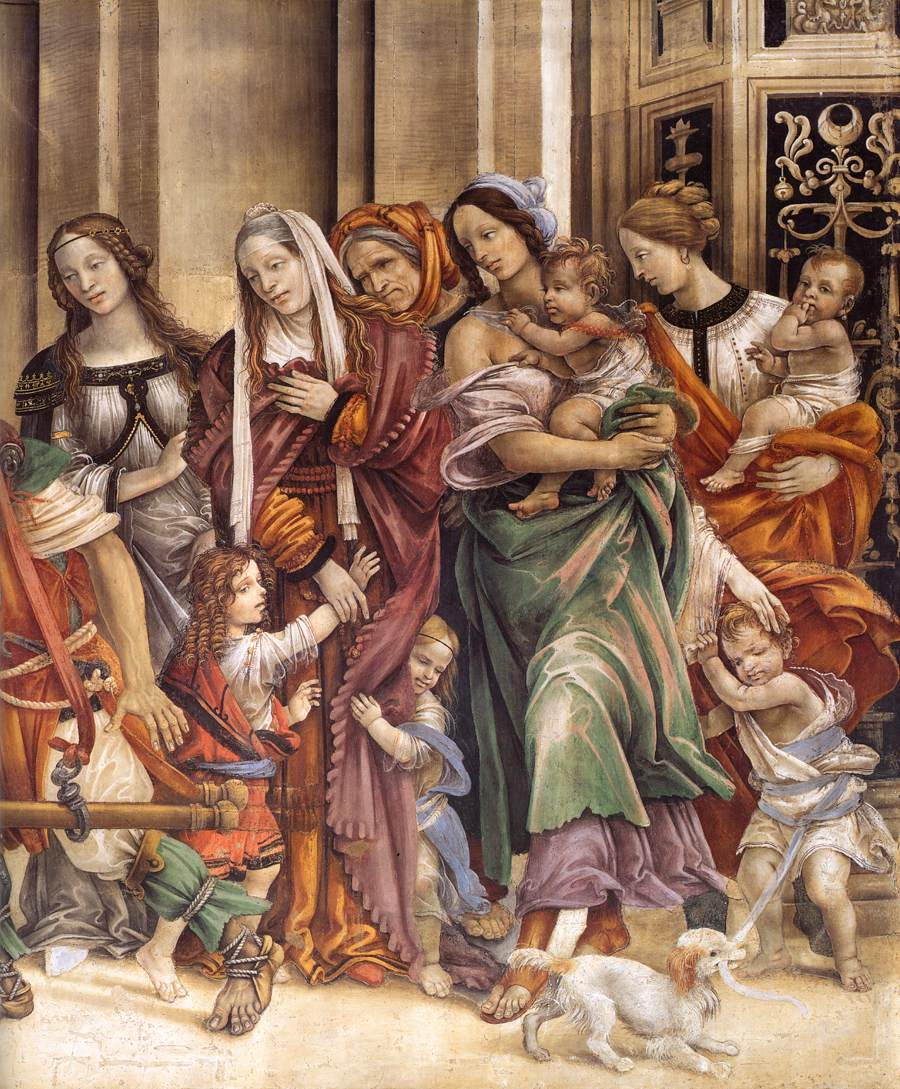
Résurrection de Druisana (détail).
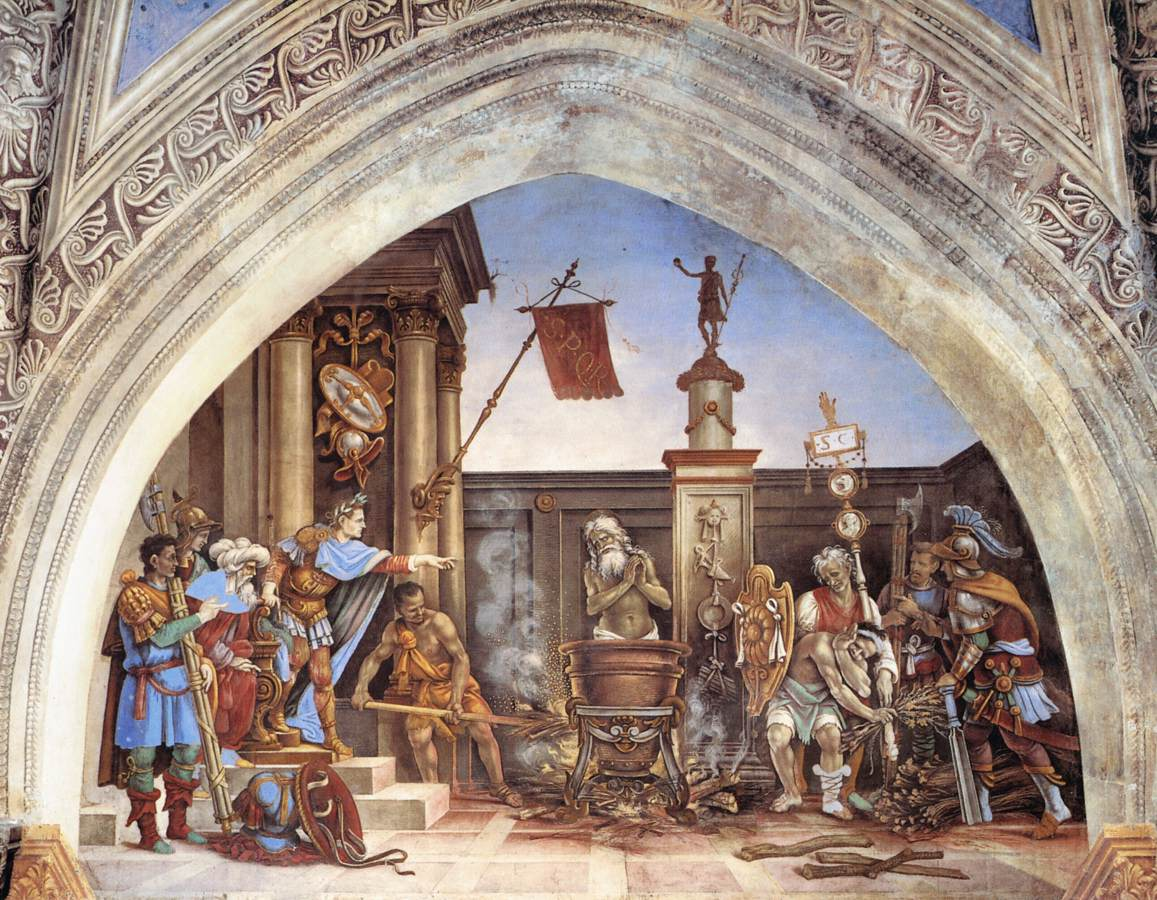
Supplice de saint Jean l'évangéliste.

### Tombeau de Filippo Strozzi par Benedetto da Maiano
Le tombeau de Filippo Strozzi, sculpté par Benedetto da Maiano (1491-1495) se trouve derrière l'autel : il ressemble à un arcosolium, avec une Vierge à l'Enfant dans un tondo soutenu par quatre anges; le sarcophage est en pierre noire (pierre de touche ou basanite), à décors d'angelots en relief tenant un bucrane ; l'arcosolium est décoré de candélabres raffinés incorporant les héraldiques de la famille Strozzi, tandis que sur la clé de voûte se trouve l'emblème de l'agneau propre à Filippo. Les tombes de Francesco Sassetti et de sa femme dans la chapelle Sassetti de la basilique Santa Trinita (Florence), quelques années plus tôt, œuvre de Giuliano da Sangallo, constituent certainement un modèle pour cette sépulture, mais là, les tombes sont le pivot de ce qui est un véritable mausolée, une première à Florence, alors qu'ici la tombe de Filippo Strozzi, bien que centrale, est certainement un peu plus cachée en étant placée derrière l'autel.

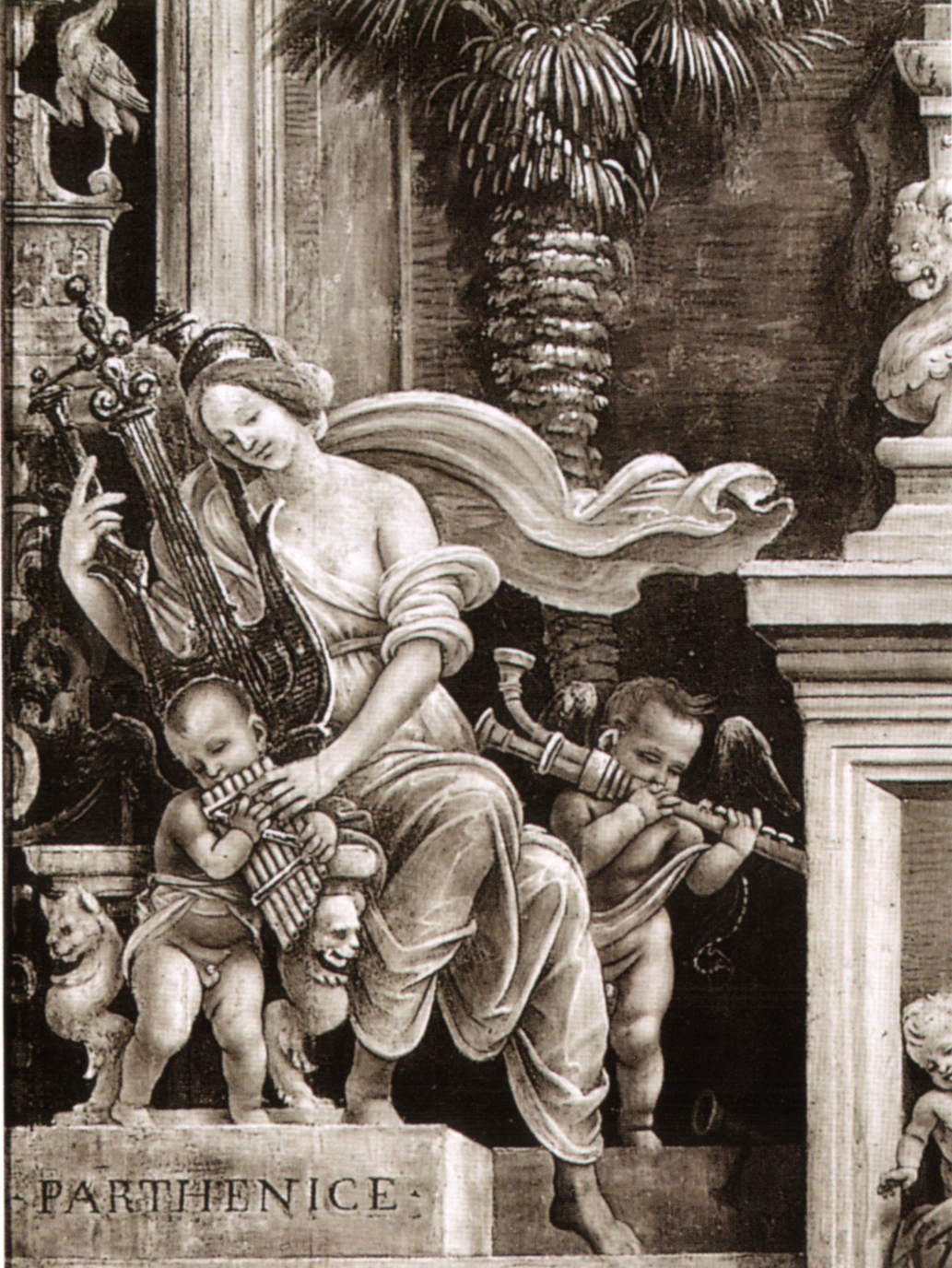
Musa Pagana, paroi centrale, Benedetto da Majano.
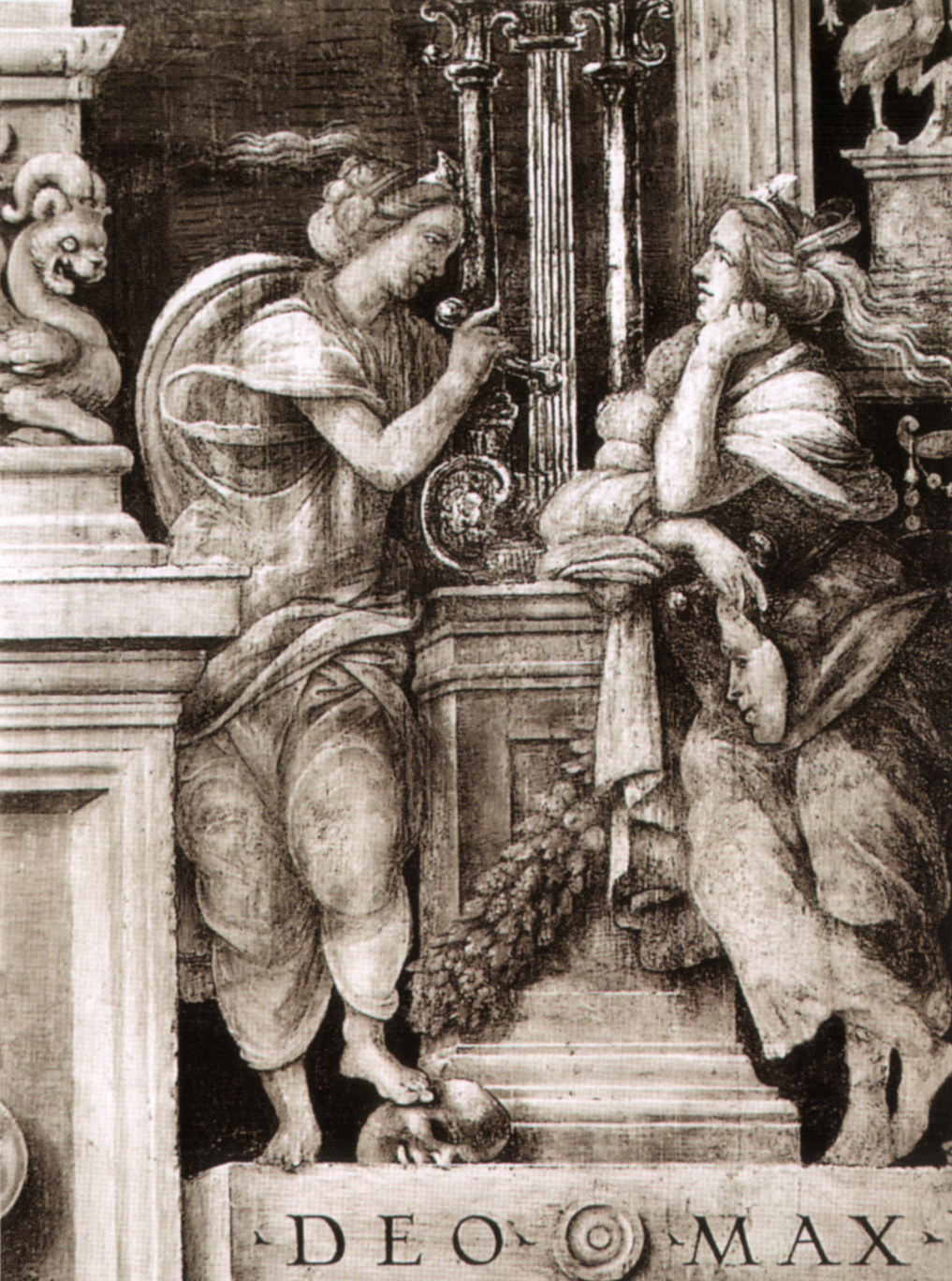
Muse Cristiane, paroi centrale.